# May in the Summer
May in the Summer (O Verão de May (título em Portugal) ou O Casamento de May (título no Brasil)) é um filme norte-americano-jordano-catari de comédia dramática, escrito e realizado por Cherien Dabis. 
O filme foi apresentado no Festival Sundance de Cinema a 13 de janeiro de 2013, no Brasil foi lançado a 14 de agosto de 2014 e em Portugal a 13 de agosto de 2015.

## Sinopse
May é uma jovem jordana de origem palestina residida nos Estados Unidos e autora de um best-seller de provérbios árabes e cristãos não-praticantes. Ela regressa ao seu país natal durante o seu próximo casamento com o seu noivo muçulmano Ziad, também jordano-palestino residido nos Estados Unidos. Mas a mãe de May, Nadine, ameaça boicotar o casamento.

## Elenco
- Cherien Dabis como May
- Alia Shawkat como Dalia
- Nadine Malouf como Yasmine
- Hiam Abbass como Nadine
- Bill Pullman como Edward Brennan
- Ritu Singh Pande como Anu Brennan
- Alexander Siddig como Ziad
- James Garson Chick como o homem da festa
- Alaadin Khasawneh como o oficial de imigração
- Elie Mitri como Karim
- Nasri Sayegh como Tamer
- Laith Soudani como o homem da festa

## Reconhecimentos
| Ano  | Prémios                                   | Categorias                                   | Destinatários e nomeados                         | Resultado | Ref(s) |
| ---- | ----------------------------------------- | -------------------------------------------- | ------------------------------------------------ | --------- | ------ |
| 2013 | Festival Internacional de Cinema de Dubai | Melhor Filme (Prémio Muhr)                   | Alix Madigan Cherien Dabis Christopher Tricarico | Indicado  | [ 5 ]  |
| 2013 | Festival Sundance de Cinema               | Grande Prémio do Júri (Competição Dramática) | Cherien Dabis                                    | Indicado  | [ 6 ]  |
| 2013 | Festival de Veneza                        | Prémio Fedeora de Melhor Filme (Venice Days) | Cherien Dabis                                    | Indicado  | [ 7 ]  |